# 1887年最高司法院（愛爾蘭）法令
《1887年最高司法院（愛爾蘭）法令》（英語：Supreme Court of Judicature (Ireland) Act 1887）是英國國會的一項法令，旨在修訂《1877年最高司法院法令（愛爾蘭）》。

## 條文
第1條取消了愛爾蘭高等法院某些法官之間的區別。
第2條將一些權力由其他法官移交至愛爾蘭首席按察司。